# DPg (Inschrift)

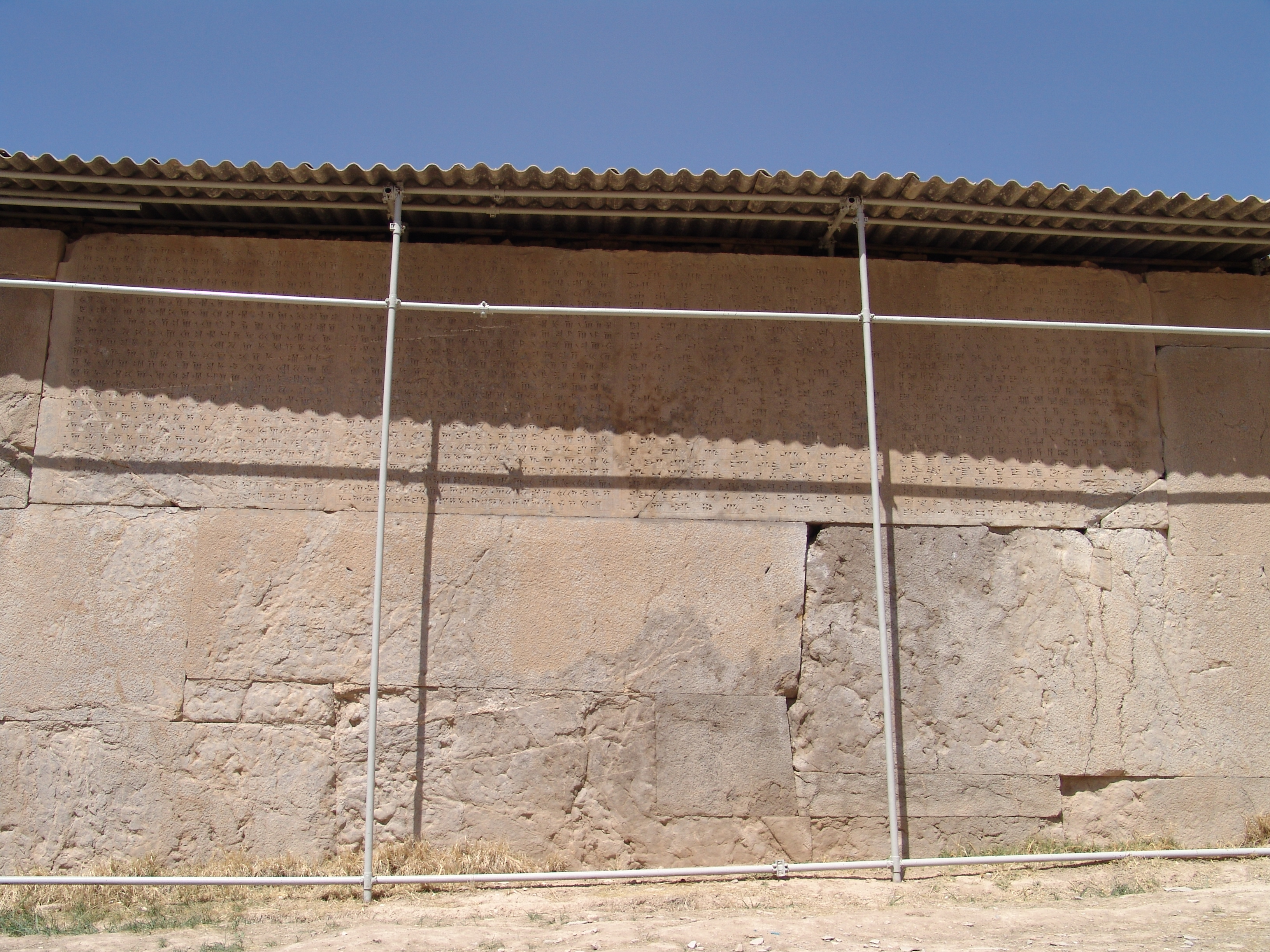
Die vier Inschriften mit DPg rechts außen an der erhaltenen Südmauer der Terrasse des Palasts von Dareios I.

DPg ist die Abkürzung einer Inschrift von Dareios I. (D). Sie wurde in Persepolis (P) entdeckt und von der Wissenschaft mit einem Index (g) versehen. Die Inschrift liegt in akkadischer Sprache vor.

## Inhalt
„§1.  Ein großer (Gott ist) Ahuramazda, welcher der größte über allen Göttern ist, der Himmel und Erde schuf und die Menschen schuf, der allen Segen gab den Menschen, die auf
ihr leben, der den Darius zum König machte und dem König Darius die Herrschaft verlieh auf diesem weiten Erdboden, auf dem viele Länder (sind), Persien, Medien und die anderen Länder anderer Zunge, der Gebirge und des (Flach)landes, diesseits des Meeres und jenseits des Meeres, diesseits der Wüste und jenseits der Wüste.
§2. Der König Darius spricht: Im Schutze Ahuramazdas (sind es) diese Länder, die dies taten, die sich hier versammelten: Persien, Medien und die anderen Länder anderer Zunge, der Gebirge und des (Flach)landes, diesseits des Meeres  und jenseits des Meeres, und diesseits der Wüste und jenseits der Wüste, wie ich ihnen befahl. Was ich tat, tat ich alles im Schutze Ahuramazdas. Mich möge Ahuramazda schützen nebst allen Göttern, (sowohl) mich als auch das, was ich liebe!“

## Beschreibung
Die Inschrift DPg ist eine von vier jeweils 24 Zeilen umfassenden Inschriften (DPd–DPg) und befindet sich rechts außen auf einem rund 7 × 2 m großen Block, der in der obersten Steinreihe der erhaltenen Terrassen-Südmauer des Palasts von Dareios I. eingelassen ist. Sie ist in der unteren rechten Ecke beschädigt, so dass gegen Schluss der Inhalt vermutet werden muss. Die 1778 erstmals von Carsten Niebuhr veröffentlichten Inschriften sind in Altpersisch (DPd und DPe), Elamisch (DPf) und Akkadisch (DPg) verfasst, stellen aber keine Trilingue dar, sondern geben unterschiedliche Inhalte wieder. Um sie vollständig erfassen zu können, musste man alle drei Sprachen beherrschen.
Die Inschrift befindet sich in situ (am Ursprungsort).